# Ce soir l'amour est dans tes yeux
Ce soir l'amour est dans tes yeux (titre alternatif : L'amour est dans tes yeux) est le titre d'une chanson de Martine St-Clair sortie en février 1985. Elle est ensuite publiée sur l'album éponyme sorti le 1er janvier 1986.
Ce morceau a été écrit par Claude-Michel Schönberg. Il connait un vif succès dans les années 1980, au même titre que plusieurs autres chansons de Martine St-Clair.

## Récompenses
- 1986 : Chanson de l'année au Gala de l'ADISQ[1]
- 1986 : Single de l'année aux Prix Juno[2]

## Culture populaire
En raison de son grand succès passé, cette chanson est entrée dans la culture populaire québécoise comme une métaphore du coup de foudre ou bien de la peine d'amour.
- La chanson est utilisée comme running gag dans l'émission Tout le monde en parle[3] pour encourager deux invités au baiser ou à l'accolade, comme entre la première ministre Pauline Marois et l'humoriste Sugar Sammy en 2015[4].
- Elle apparaît dans le film 1987 de Ricardo Trogi, sorti en 2014.
- Louis-Jean Cormier reprend la chanson en version acoustique en 2013[5].
- En octobre 1985, René Lévesque demande à Martine St-Clair, sa chanteuse préférée, de chanter cette chanson à l'occasion de la soirée soulignant son départ de la vie politique[6].

## Certification
| Pays   | Association  | Certification | Ventes/Équivalence |
| ------ | ------------ | ------------- | ------------------ |
| Canada | Music Canada | Or            | 50 000             |